# Smoke on the Water
"Smoke on the Water" je pjesma britanskog sastava Deep Purple. Prvi put je izdana 1972. godine na albumu Machine Head. 2004. godine pjesma je bila #426 na listi 500 najboljih pjesama svih vremena magazina Rolling Stone. Pjesma je također bila #39 na listi magazina Q "100 Songs That Changed The World". Rif ove pjesme je neslužbeno proglašen za najbolji gitarski rif svih vremena.